# 民主中國
《民主中国》是一份海外中文期刊，旨在推动民主、自由、人权、宪政理念在中国的传播，促进大陆民主化进程。

## 简介
1990—1996年为纸刊，后为网刊。已故的诺贝尔和平奖获得者刘晓波先生曾任该刊主编。十字办刊宗旨为“自由、民主、人权、法治、宪政”。《民主中国》网刊的作者中约有90%左右来自中国大陆，10%左右来自世界各地。

## 历史

### 苏晓康时期
1990年4月，河殇的总撰稿人、八九六四之后流亡巴黎的苏晓康创办民主中国纸刊。最初由位于巴黎的民主中国阵线编辑。社长苏晓康、主编远志明。同年，迁往美国普林斯顿。杂志由苏晓康老师等人在海外编出稿件，送台北联合报作后期编务并印刷，再空邮至北美、欧洲、东亚等地区发行点分发，成本昂贵。1995年底出满三十期，因失去联合报的印刷资助，1996年初转为电子杂志进国际网络，苏晓康老师任社长，主持统筹经费、经营和发行事宜，受到美国国家民主基金会的资助。

### 刘晓波时期
2006年10月，因苏晓康退休，刘晓波、张祖桦和蔡楚在美国阿拉巴马州民主中国网刊。刘晓波先生担任民主中国网刊总裁兼主编，蔡楚担任执行主任兼编辑，张祖桦先生担任理事兼编辑。
2008年12月9日，刘晓波、张祖桦等人起草零八宪章，并在民主中國、独立中文笔会公開发布，开展了旨在促进大陆民主化的联署签名活动。截至2021年12月9日，零八宪章的签署人超过13000人。在此期间，《民主中国》网站为推动零八宪章签名和促进民主理念传播，以“主题征文”“新闻发布”等方式开展有力宣传。

### 蔡楚时期
刘晓波被捕后，主编为蔡楚。
2021年，《纵览中国》、《民主中国》、《议报》联合发布“从历史看未来：中共建党一百周年”主题有奖征文启事。

## 爭議
唐丹鸿投稿《民主中國》的文章《西藏問題：餓虎饑狼的獵物》，在文章刊登時被刪去了關於达赖喇嘛權力來源及合法性的文段；唐丹鴻認為在西藏问题上《民主中國》與中共的立場是相同的，即西藏歷史上是中國的一部分。

## 馆藏
收录于普林斯顿大学图书馆、澳大利亚国家图书馆、美国国会图书馆等。